# Verbotene Liebe
Verbotene Liebe is een Duitse soapserie die van 1995 tot 2015 elke werkdag werd uitgezonden door Das Erste. De serie was aanvankelijk te zien tussen 18.00 en 18.25 uur, vanaf 2011 van 17.50 tot 18.30 uur, na aftrek van de reclamepauze een duurverdubbeling. De uitgebreide cast kende een aanzienlijk verloop.

## Productie
Verbotene Liebe werd door Grundy UFA TV Produktions GmbH in de studio's van Magic Media Company in Keulen-Ossendorf. Sinds de zomer van 2003 werd de serie daar opgenomen. Eerder waren de WDR-studio's in Keulen-Bocklemünd het decor voor de serie. De soap speelde zich jarenlang af in Düsseldorf, maar heeft zich ook in 2011-12 half op Majorca afgespeeld.

## Imago
Verbotene Liebe kon vergeleken worden met de succesvolle Australische soapserie Sons and Daughters, die in Duitsland niet uitgezonden wordt. In tegenstelling tot andere Duitse soaps als Lindenstraße, Marienhof en Unter Uns draaide het in Verbotene Liebe vooral om rijke, invloedrijke mensen en hun directe omgeving. De intriges van de adellijke families zoals de families Von Anstetten, Von Lahnstein en Von Beyenbach hadden veel weg van de verhaallijnen van Amerikaanse soaps als Dallas en Dynasty, waardoor deze soap zich afzette tegen andere Duitse soaps. Toch wilde de serie ook herkenning hebben bij de gewone mensen, waardoor de serie ook de doodnormale families zoals de Brandners en Wolfs kende, alsook de bediendenfamilie Stiehl.
In Verbotene Liebe draaide het om verboden liefdes, en andere zaken die in soaps zoal gebruikelijk zijn. Typisch voor deze serie was het kasteelromanmotief. Vanaf het begin waren er naast de arme sloebers ook de adellijke lieden met hun sores te bewonderen. Tot de vaste locaties hoorden achtereenvolgens Schloss Dyck (in de serie: Schloss Friedenau), Gut Schönberg, Schloss Bückeburg,  en Schloss Königsbrunn. Verder werden er veel buitenopnamen gedraaid in en rond Düsseldorf en Keulen, de plaatsen waar de soap zich afspeelde. Er was in 2011-12 ook een lange periode met locatieopnamen op Majorca.
De kenmerken die typisch zijn voor Amerikaanse soaps (donkere decors, traag spel, langzaam inzoomende camera's en betekenisvolle blikken die alles zo lang mogelijk moeten rekken) vind je in Verbotene Liebe niet terug.

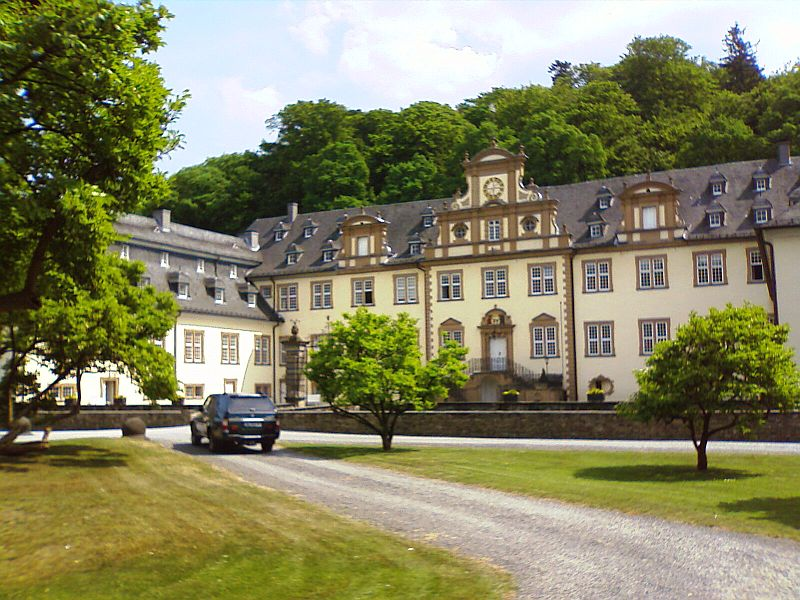
Schloss Köningsbrunn

## Uitzending
Tussen december 1995 en maart 1996 zond de zender elke zaterdag een samenvatting uit van de afleveringen die de afgelopen werkdagen werden uitgezonden onder de titel Verbotene Liebe Weekend. Vanaf aflevering 2999 was Verbotene Liebe te zien in beeldformaat 16:9.
Naast Duitsland is Verbotene Liebe ook uitgezonden in Zweden, Hongarije, Indonesië, Rusland, Griekenland en Kroatië.

## Bezetting
De oorspronkelijke cast is nagenoeg compleet verdwenen, overwegend voor de eeuwwisseling, meestal doordat hun personages stierven of op andere wijze uit de serie werden geschreven, soms echter kwam er (eventueel na een lange pauze) een andere vertolker.

### Laatste cast, tot 2015

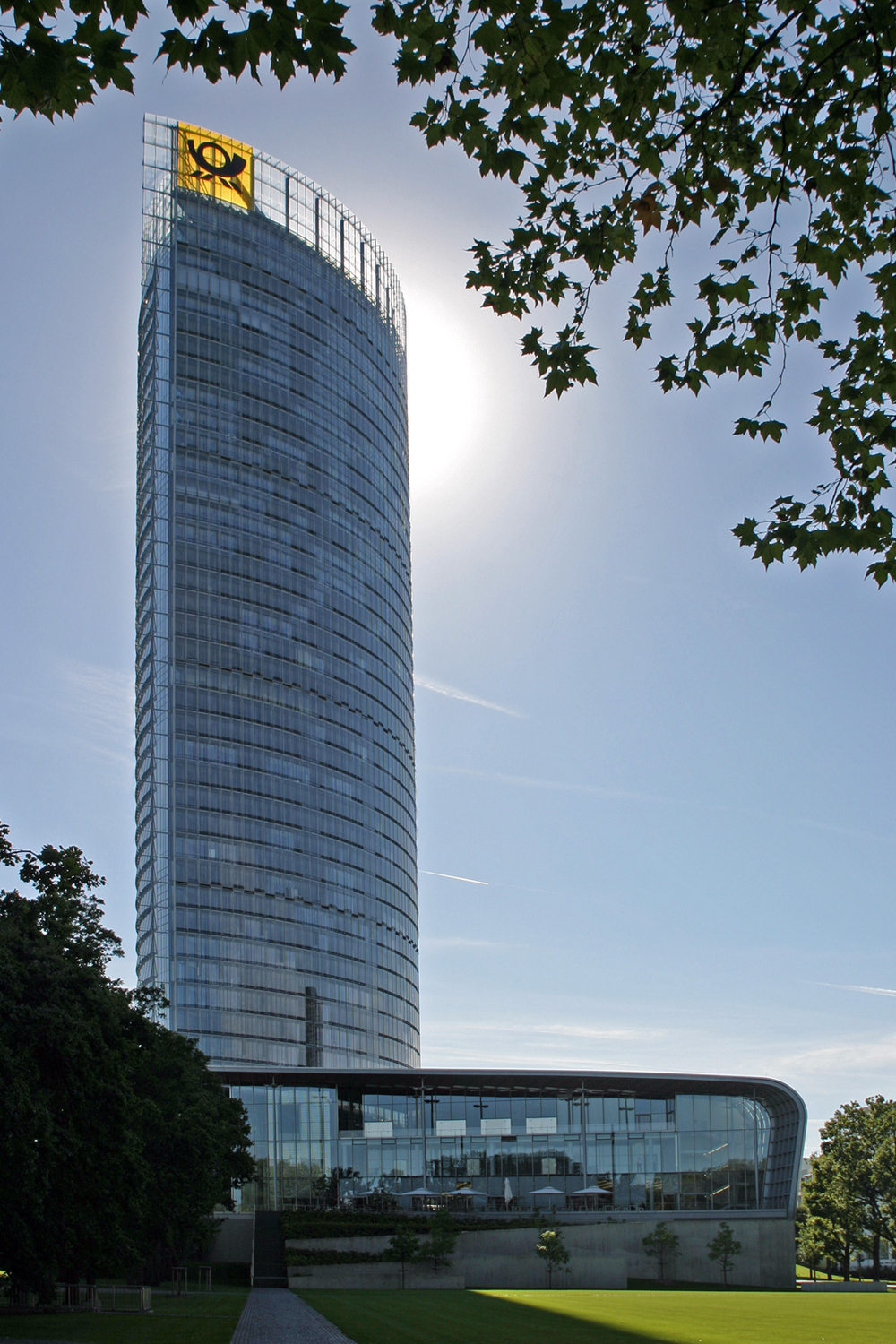
Hoofdkantoor Lahnstein Holding

| Acteur/actrice                   | Personage                          | Status                                                  |
| -------------------------------- | ---------------------------------- | ------------------------------------------------------- |
| Miriam Lahnstein                 | Tanja von Anstetten                | 1995-1998, 2001, 2004-2005, 2006-2007, 2007-2009, 2010- |
| Jo Weil                          | Oliver Sabel                       | 1999-2002, 2007-                                        |
| Dominic Saleh-Zaki               | Andreas Fritzsche                  | 2001-2007, 2009-                                        |
| Wolfram Grandezka                | Graaf Ansgar von Lahnstein         | 2004-                                                   |
| Gabriele Metzger                 | Charlotte 'Charlie' Schneider      | 1995-                                                   |
| Thore Schölermann                | Christian Mann                     | 2006-?                                                  |
| Sebastian Schlemmer              | Graaf Sebastian von Lahnstein (#2) | 2009-                                                   |
| Jens Hartwig                     | Graaf Tristan von Lahnstein        | 2009-                                                   |
| Martina Servatius                | Gravin Elisabeth von Lahnstein     | 1999-                                                   |
| Krystian Martinek                | Graaf Ludwig von Lahnstein         | 2009-                                                   |
| Christoph Mory                   | Graaf Hagen Graf von Lahnstein     | 2011-                                                   |
| Florian Wünsche                  | Emilio Sanchez                     | 2011-                                                   |
| Daniel Sellier                   | Dr. Ricardo Mendes                 | 2011-                                                   |
| Claus Thull-Emden                | Butler Justus Stiehl               | 2007-                                                   |
| Lutz Marquardt                   | Charlie's-ober Luca Fontanello     | 2009-                                                   |
| Till Demtrøder                   | Woudmeester Thomas Wolf            | 2011-                                                   |
| Jana Julie Kilka                 | Jessica Stiehl                     | 2010-                                                   |
| Tatjana Kästel (2de vertolkster) | Gravin Rebecca von Lahnstein       | 2008-                                                   |
| Christoph Kottenkamp             | Politiecommissaris Frank Helmke    | 2011, 2013-                                             |
| Kristian Kiehling                | LCL-designer Juri Adam             | 2013-                                                   |
| Janina Isabell Batoly            | Bella Jacob                        | 2012-                                                   |

### Vertrokken castleden
| Acteur/Actrice                 | Personage                                                  | Status                                |
| ------------------------------ | ---------------------------------------------------------- | ------------------------------------- |
| Remo Schulze                   | Timo Mendes (eigenlijk geboren von Anstetten; naar Parijs) | 2011-2013                             |
| Dirk Moritz                    | Dr. Daniel Fritzsche                                       | 2011-2012                             |
| Stephan Käfer                  | Prins Philipp zu Hohenfelden (dood)                        | 2010?-11                              |
| Marcus Milan                   | Constantin von Anstetten (geëmigreerd)                     | -                                     |
| Marcel Spang                   | Charlie's-kelner Niklas                                    | 2009-2012                             |
| Hubertus Grimm (2de vertolker) | Jan Brandner (geëmigreerd)                                 | 2011-12                               |
| Konrad Krauss                  | Arno Brandner (dood)                                       | 1995-2009, 2010-2012                  |
| Thomas Ohrner                  | Matthias Brandner (geëmigreerd)                            | 2008-?                                |
| Jürgen Zartmann                | Christoph von Anstetten                                    | 1995-2000                             |
| Sven Koller                    | David Brandner                                             | 2008-10                               |
| Renée Weibel                   | Gravin Helena von Lahnstein (werkt in Cambodja)            | 2009-2012                             |
| Verena Zimmermann              | Gravin Nicola von Lahnstein (op wereldreis)                | 2002-2006, 2006-2007, 2008, 2010-2012 |
| Therese Underberg              | Gravin Lydia von Lahnstein (geëmigreerd)                   | 2008-11                               |
| Jasmin Lord (vervangen)        | Gravin Rebecca von Lahnstein                               | 2008-11                               |
| Simone Ritscher                | Maria Marchesa di Balbi (dood)                             | 2009-11                               |

## Kijkcijfers
In de beginjaren trok Verbotene Liebe drie miljoen kijkers en was hiermee na Gute Zeiten, Schlechte Zeiten de bestbekeken soapserie van Duitsland. De soap behaalde een marktaandeel van 16 procent in hun doelgroep. In 2007 behaalde de serie nog een kijkersaantal van 2,5 miljoen. In 2008 daalde de kijkcijfers dramatisch doordat er bijna een miljoen mensen minder keken. Een 'dieptepunt' bereikte de soap door op 15 december 2008 maar 1,57 miljoen kijkers te trekken. De makers van de serie dachten dat het lag aan de vele wisselingen van de cast in dat jaar. Door de introductie van twee nieuwe personages stegen de kijkcijfers. Tijdens de viering van de 3333ste aflevering keken er 2,18 miljoen mensen.

## Trivia
- In januari 1997 bereikte de soap het nieuws in Duitsland nadat bekend werd dat acteur Markus Hoffmann zelfmoord had gepleegd door van een gebouw af te springen. Vrienden en collega's van de acteur waren verbaasd. De rol die Hoffmann speelde, Henning von Anstetten, werd later nog door twee andere acteurs gespeeld. Vijf jaar later overleed het personage toen hij per ongeluk van een gebouw afviel.
- Hoewel broer en zus Jan en Julia een incestueus paar vormden, werden zij door de fans beschouwd als het populairste koppel van de serie ooit.
- Het karakter Clarissa von Anstetten was gebaseerd op de rol van Alexis Carrington uit de populaire Amerikaanse dramaserie Dynasty. De rol van Alexis werd gespeeld door Joan Collins. Opvallend is dat Collins in 2010 een tijdelijke gastrol in de soap speelde.
- De makers van de serie probeerde in 2002 opnieuw een superkoppel te introduceren, zoals ze dat eerder hadden gedaan met Jan en Julia. De liefdesrelatie tussen Marie en Henning sloeg niet aan en het idee mislukte. In 2006 werd er een tweede poging gedaan die ook mislukte.
- De titelsong Forbidden Love is al sinds de eerste aflevering de titelsong en is nog nooit veranderd.